# 边嘎寺
边嘎寺，位于西藏自治区拉萨市林周县阿朗乡乌纳村，是一座藏传佛教寺院。

## 简介
边嘎寺位于西藏自治区拉萨市林周县阿朗乡乌纳村，为藏传佛教寺院。
2012年，该寺的僧人平措占堆被评为西藏自治区爱国守法先进僧尼。